# قره تشر (سقز)
قرية قره تشر (بالكردية: قەرەچر) هي إحدى القرى التابعة لـمیره دیه في ريف قسم مركزي من مقاطعة سقز، في محافظة كردستان الإيرانية.

## السكان
حسب إحصاءات سنة 2006، بلغ إجمالي السكان في قره تشر 180 نسمة وعدد المساكن 41 مسكن. لغة سكان قره تشر هي اللغة الكردية و هم من أهل السنة والجماعة والمذهب الشافعي.